# Mělník
Mělník település Csehországban. Az Elba és a Moldva folyók találkozásánál fekszik, nagyjából 35 km-re Prágától. Csehország mezőgazdaságilag legfontosabb területének része. Fő mezőgazdasági termékei: a zöldségek, gyümölcsök, burgonya, kukorica, cukorrépa és a bor. Lakosainak száma 20 278 fő (2025. január 1.).

## Népesség
A település lakosságának változását az alábbi diagram mutatja:
| Lakosok száma | 7112 | 8976 | 10 502 | 13 076 | 18 941 | 19 139 | 19 295 | 19 559 | 19 472 | 20 278 |
|               | 1869 | 1900 | 1921   | 1961   | 1980   | 2014   | 2017   | 2020   | 2022   | 2025   |

## Története
Az 5. és 6. században szláv törzsek éltek errefelé, a psován törzs a város területén alakította ki fő letelepedési helyét. Ennek a törzsnek volt tagja Szent Ludmilla (Szent Vencel nagyanyja), aki Bohémia fejedelméhez, I. Bořivojhoz ment feleségül. II. Boleszláv özvegye, Mělníki Emma fejedelemné pénzérméi az első bizonyítékok Mělník létezésére. Mělník 1274-ben kapott városi rangot, melyet II. Ottokár cseh király adományozott a városnak. Később szabad királyi városi rangot is kapott, és a mindenkori bohémiai királyné birtoka lett.

## Látnivalók

### A mělníki vár
A város legfontosabb látványossága. Reneszánsz építészeti stílusban épült. Itt élt az 1440-es években haláláig Cillei Borbála.  A vár alatt hatalmas borospincék vannak, melyet a  kommunisták államosítottak, de a rendszerváltás után visszakapták az eredeti tulajdonosok, a Lobkowicz család tagjai.

### Szent Péter és Pál-templom
A templom a várral szemben található. Története során háromszor építették újjá. Elsősorban egyházi rendeltetésű építmény, de a templom nyitva áll minden látogató számára, aki szeretné megtekinteni a templombelsőt. Az első építkezést a 10., 11. század fordulóján kezdték. 2007 óta a helyreállított templomtorony is megtekinthető a látogatók számára. Jindřich Matiegka antropológus professzor végzett kutatásokat a templomban 1915–1919 között, melynek során tíz-tizenötezer ember maradványaira bukkant rá.

### Régi iskola
A templom mögött található a régi iskola épülete. Ma étterem működik benne, csodálatos kilátással a folyóra, valamint a  Hořín parkra.

A templom közelében található a Villa Carola, amelyben a városi könyvtár található. Ez a mělníki Kulturális Központ (MEKUC) része.

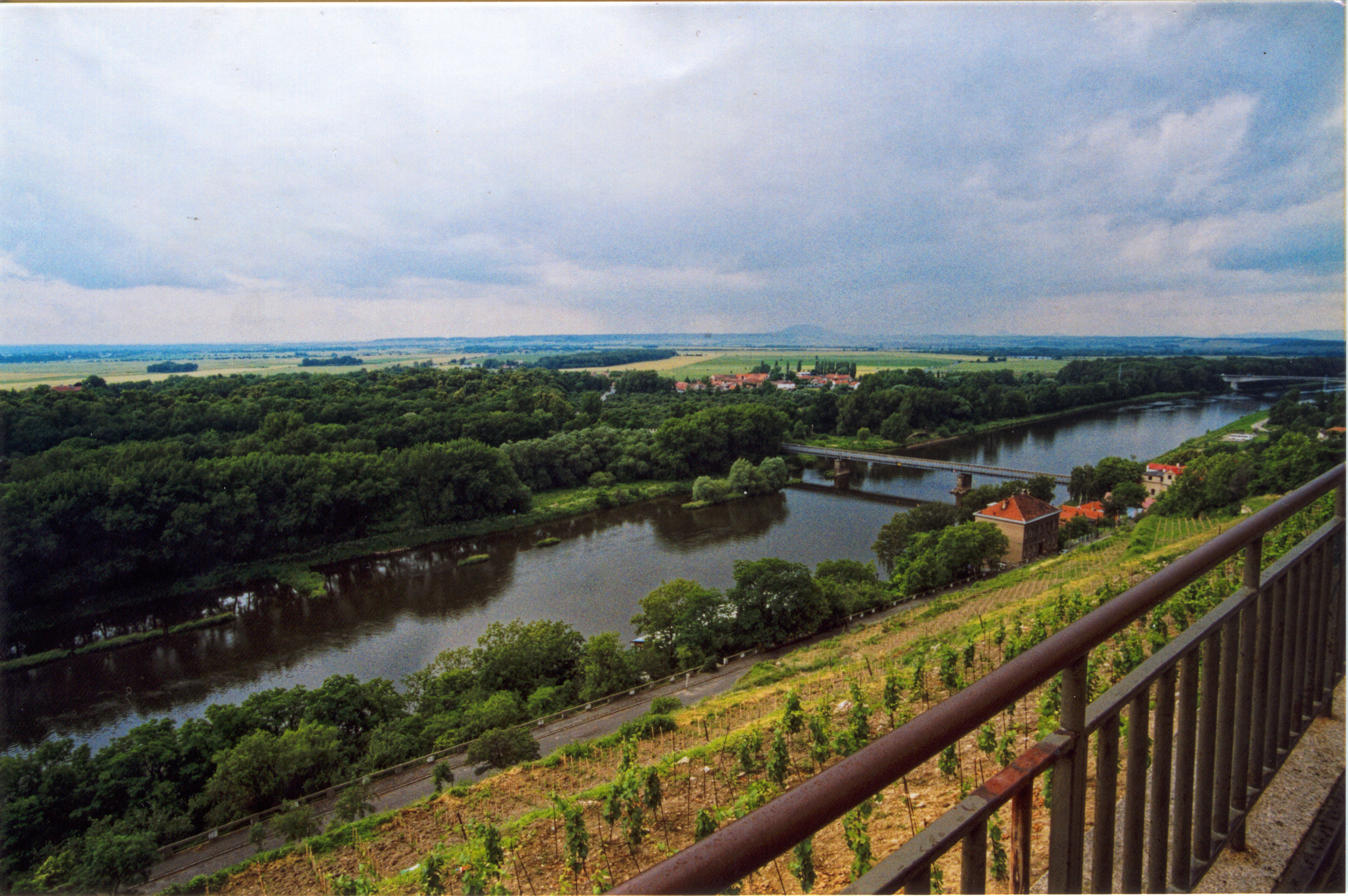
Kilátás a várból a folyóra
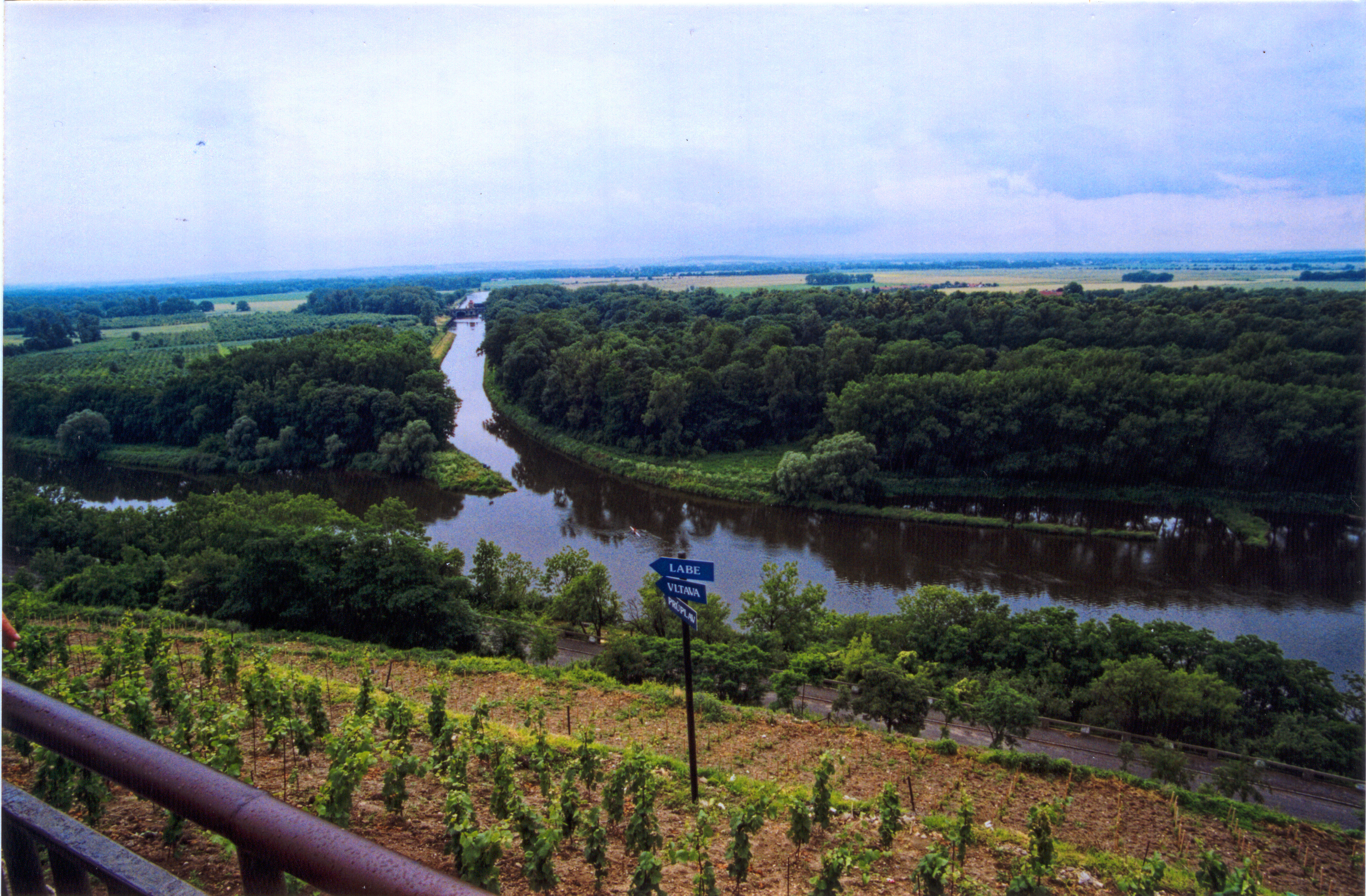
A Moldva (jobb oldali ág) és az Elba (bal oldali ág) találkozása.
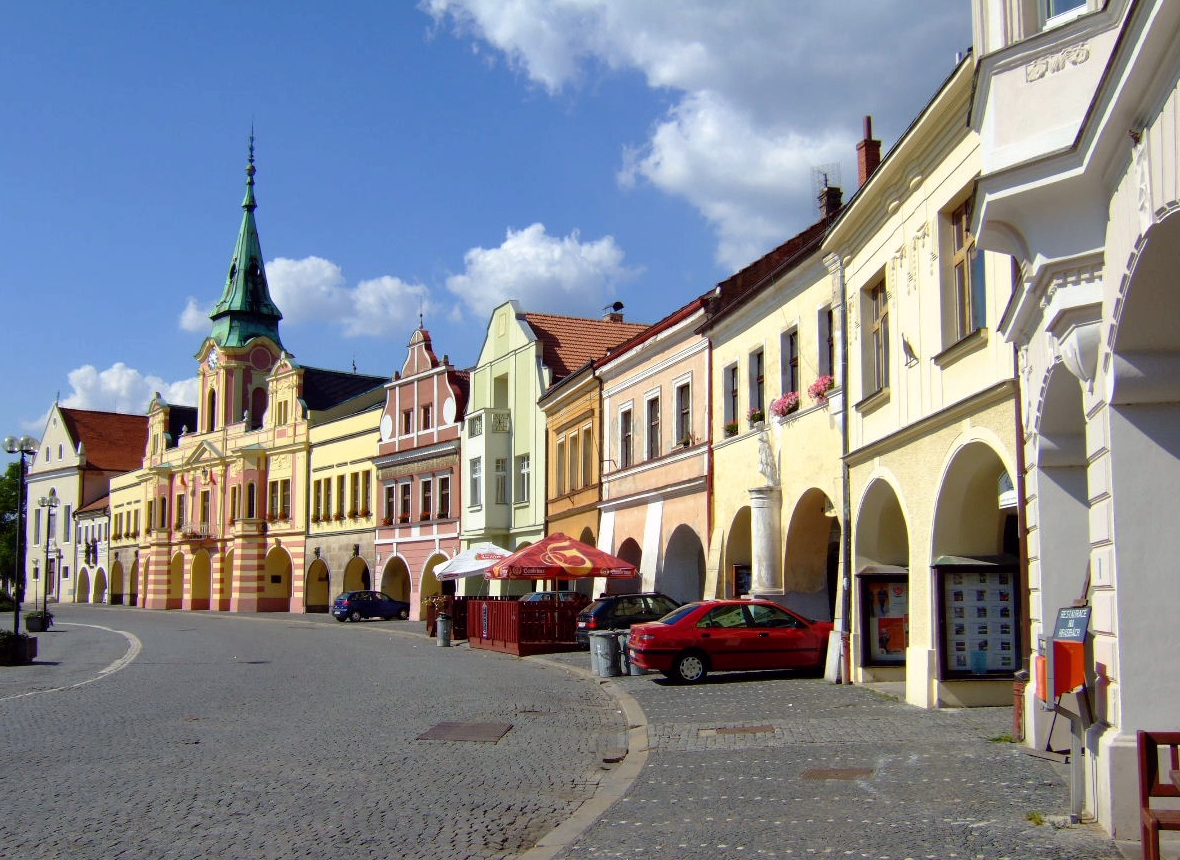
Főtér részlete
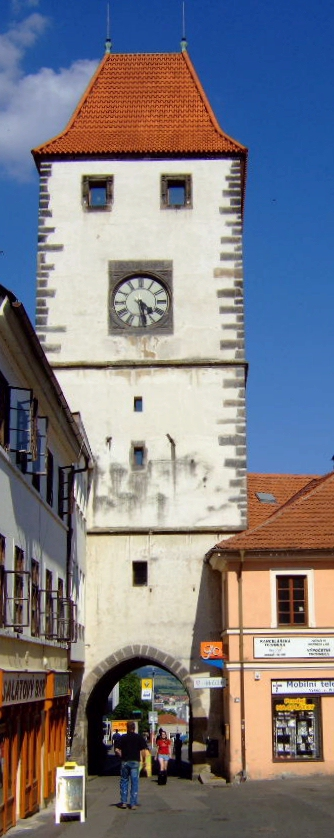
Óratorony
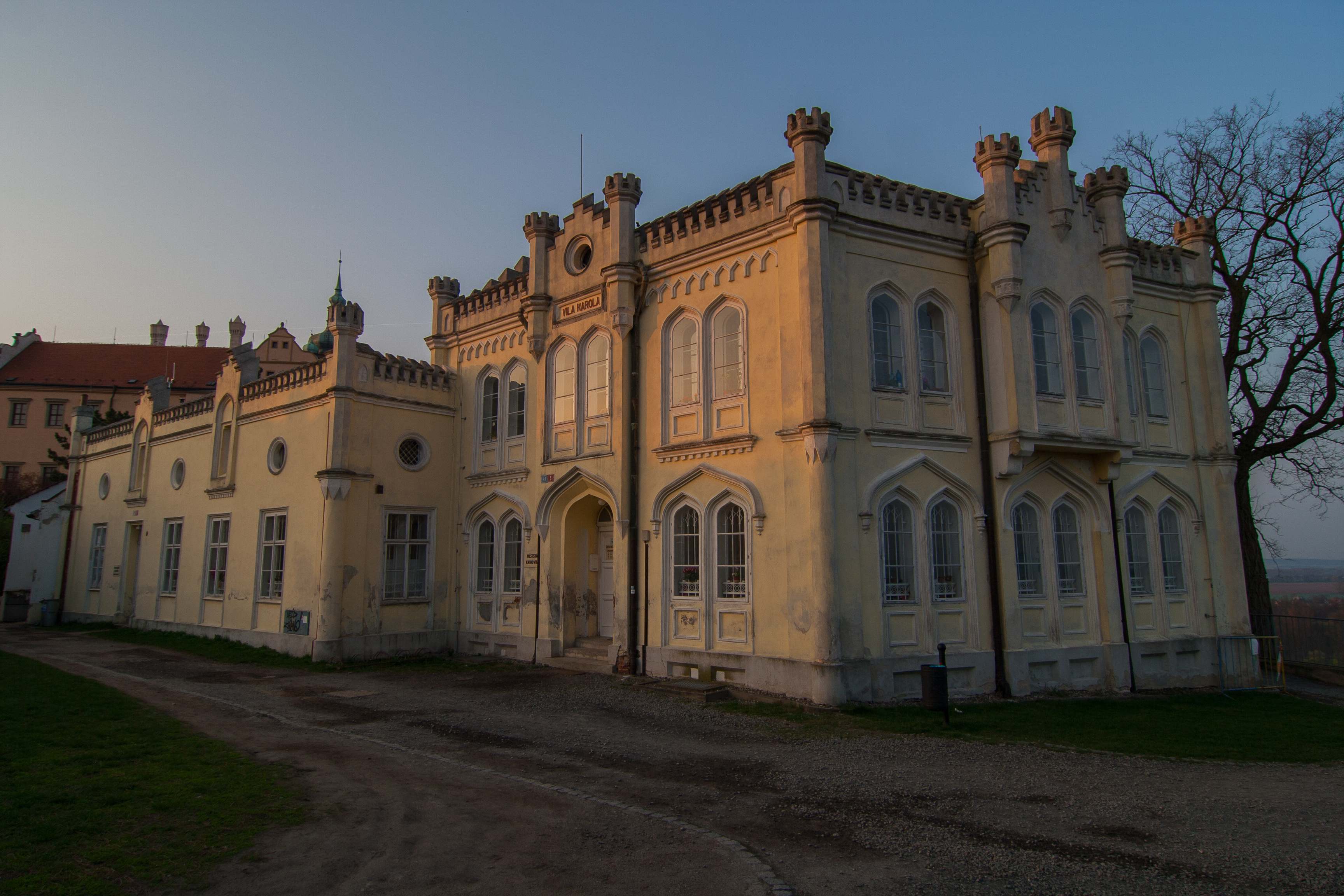
Villa Carola, a városi könyvtár
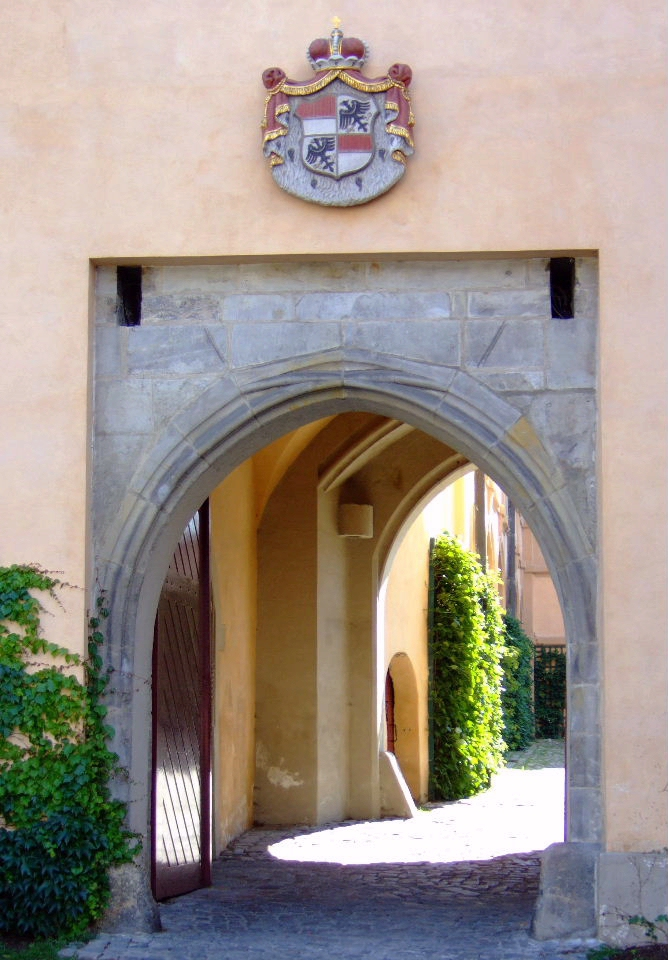
A torony kapuja a városi címerrel.
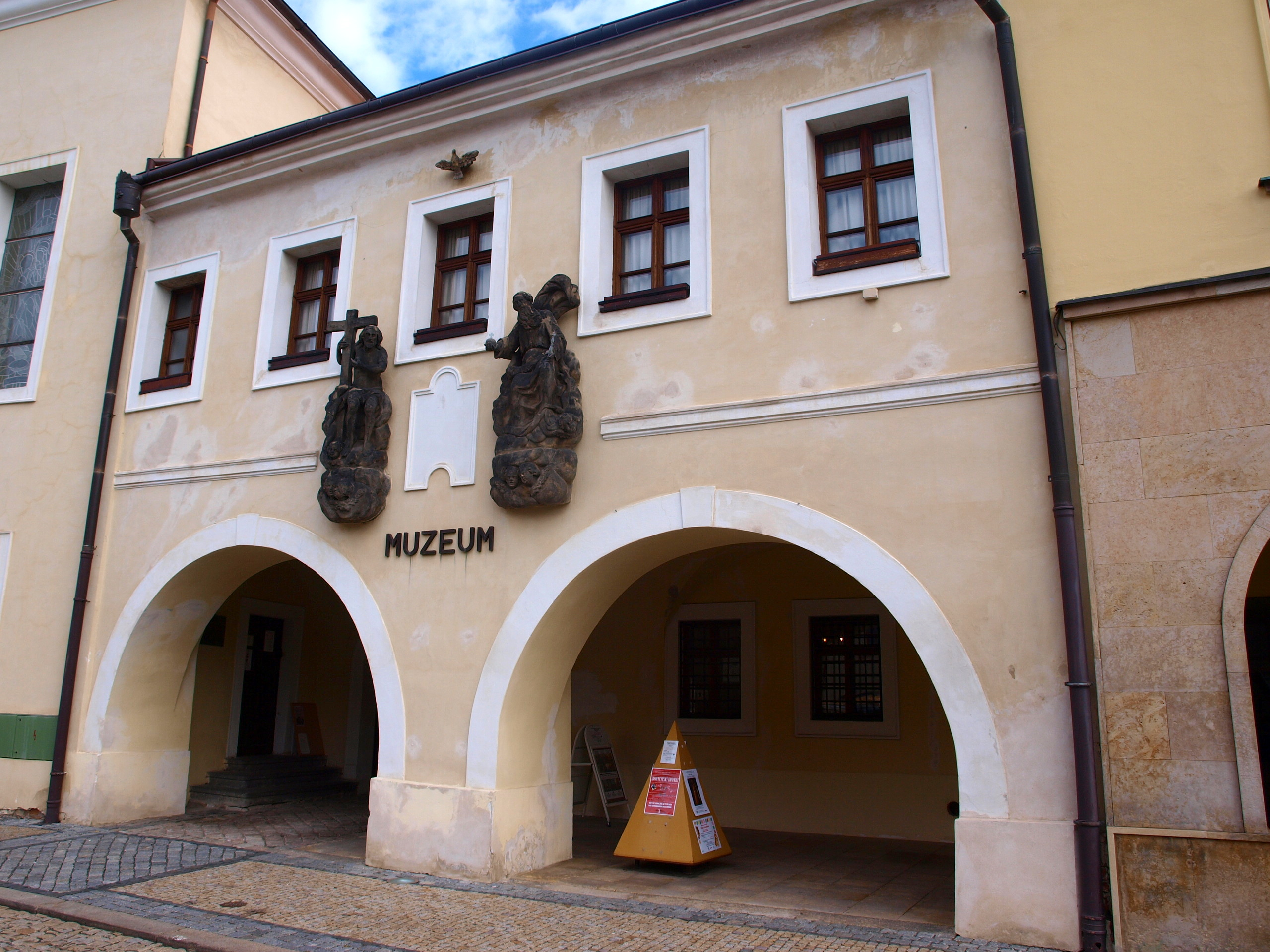
Városi múzeum
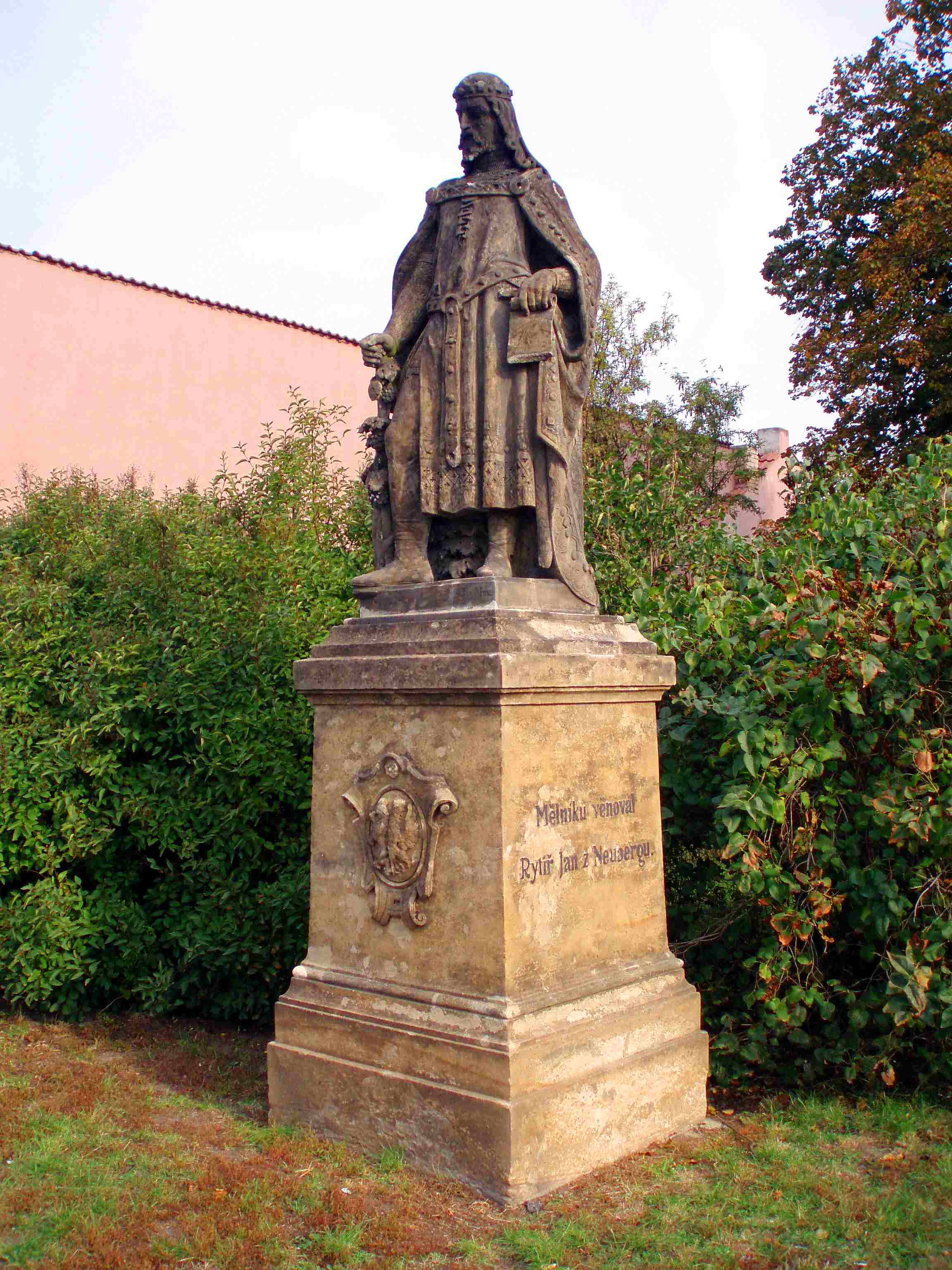
IV. Károly német-római császár szobra
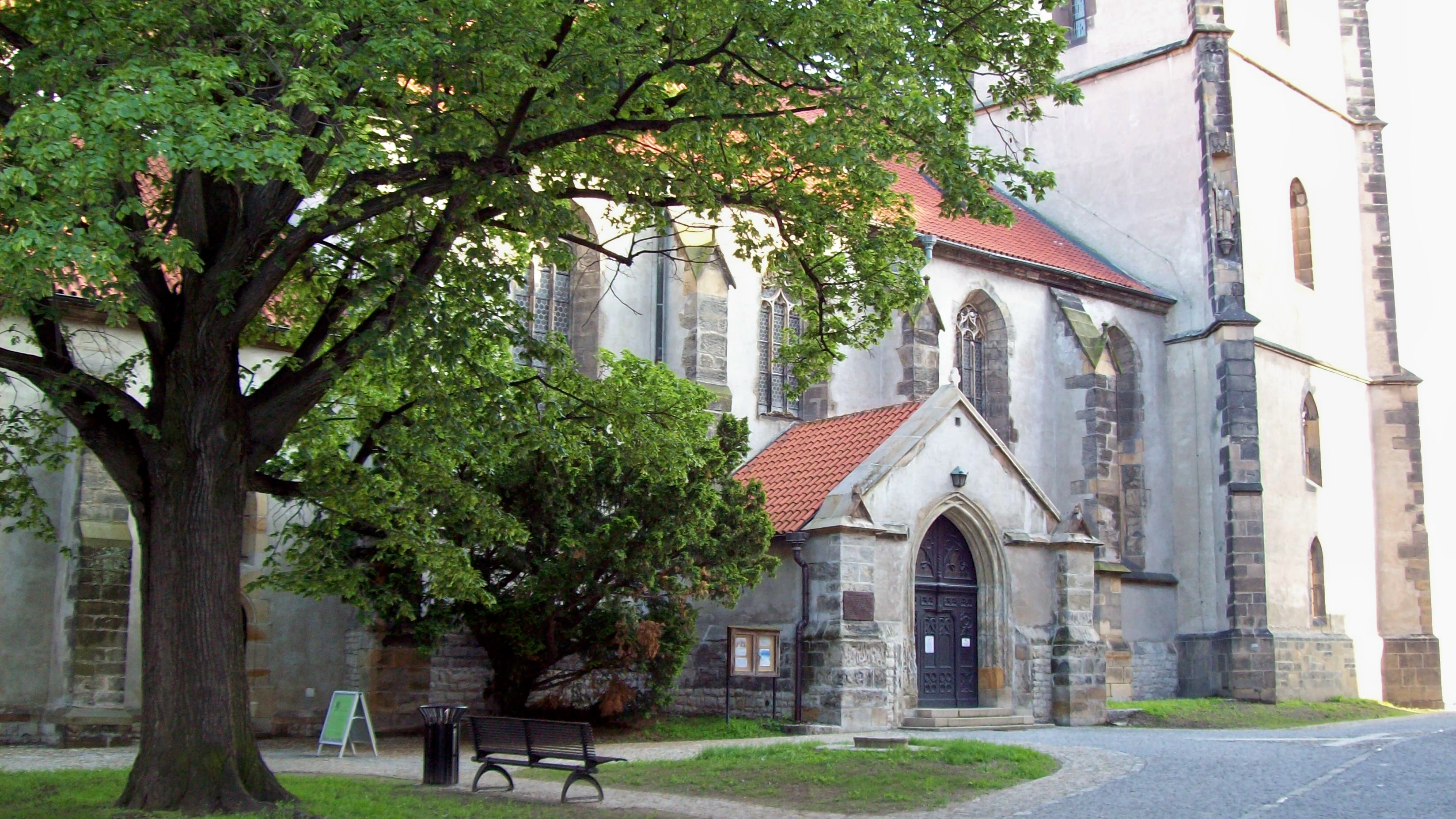
Szent Péter és Pál-templom
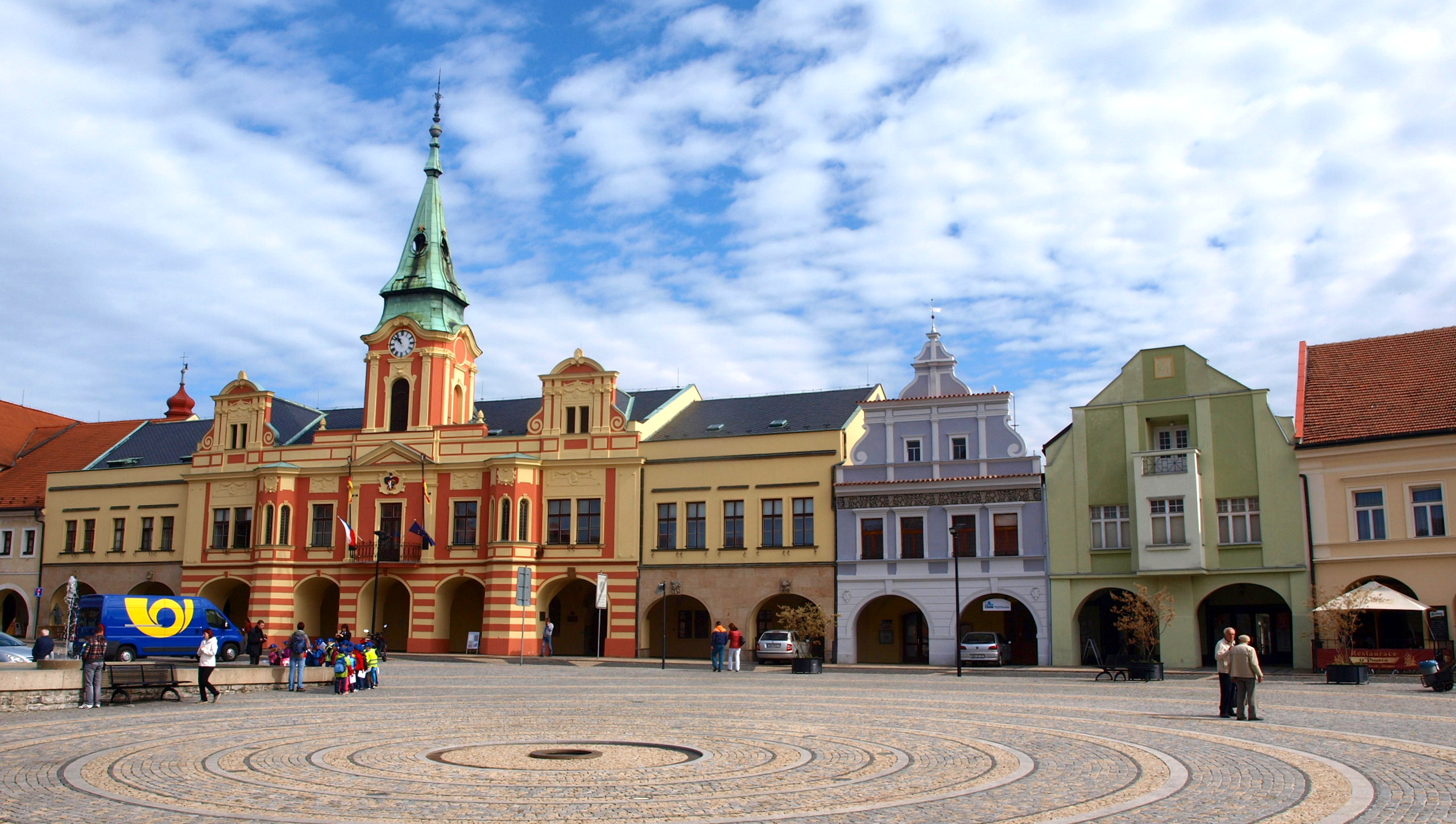
A főtér
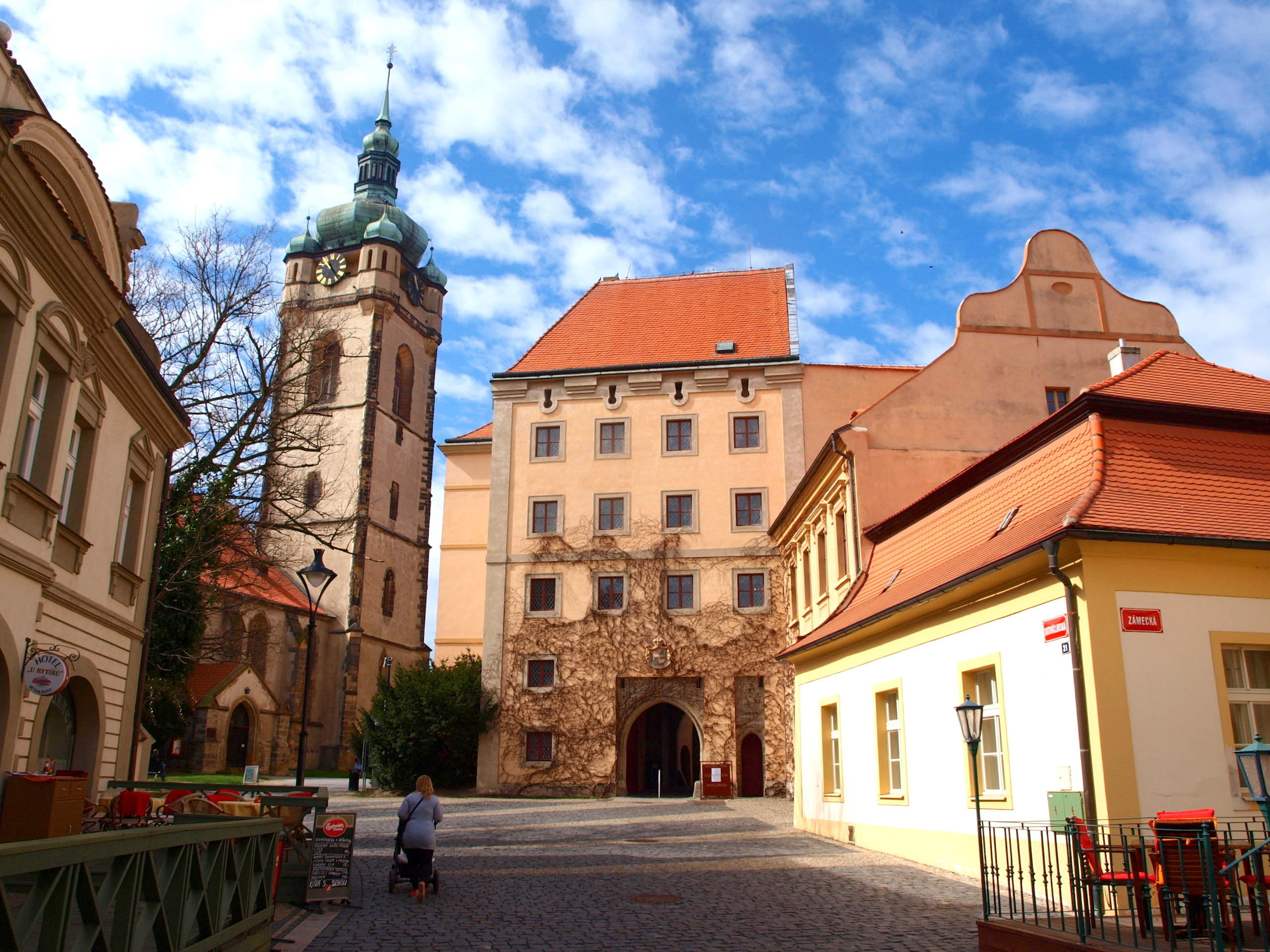
Vár
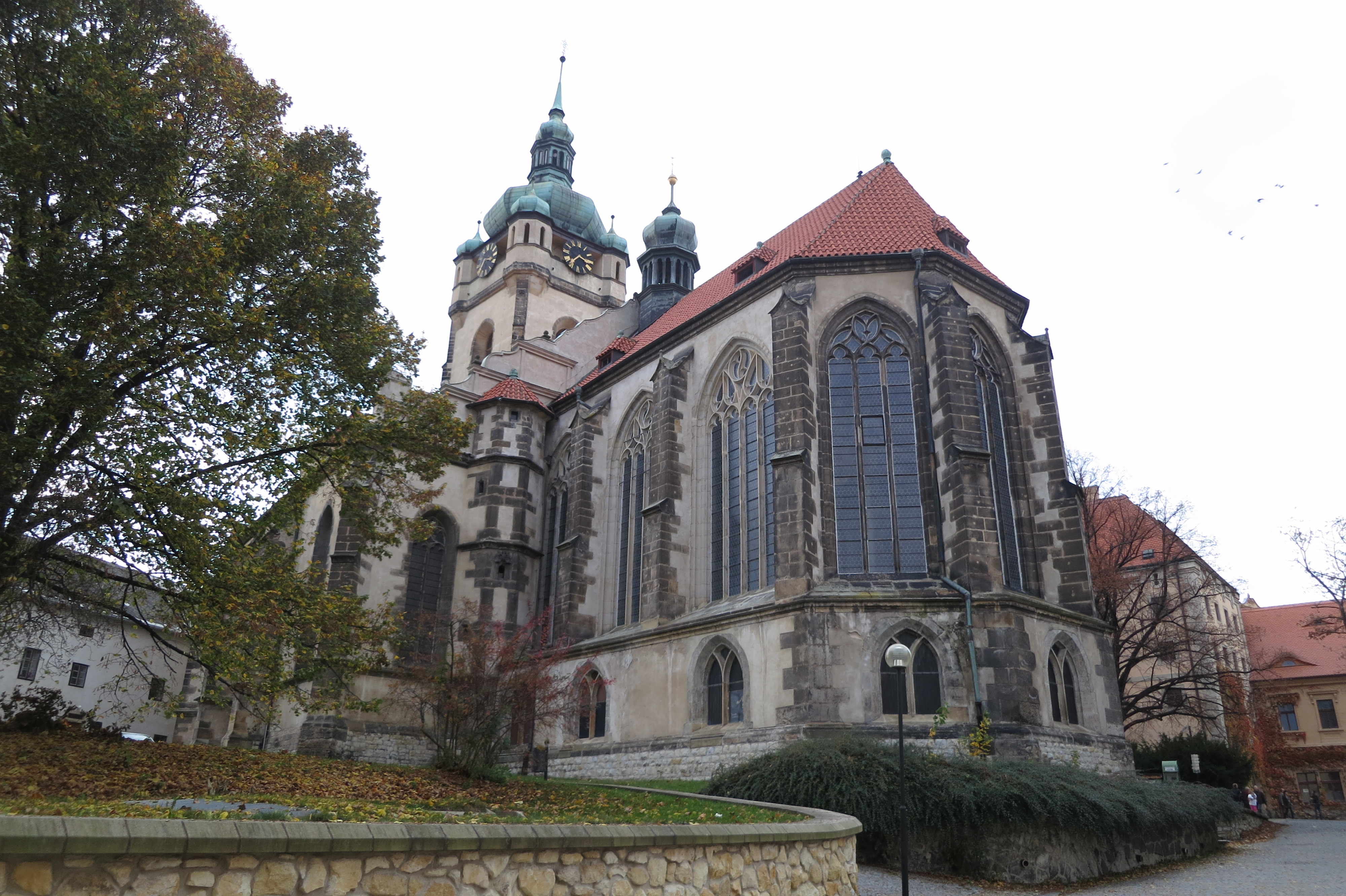
Szent Péter és Pál-templom hátulról (a szentély felől)
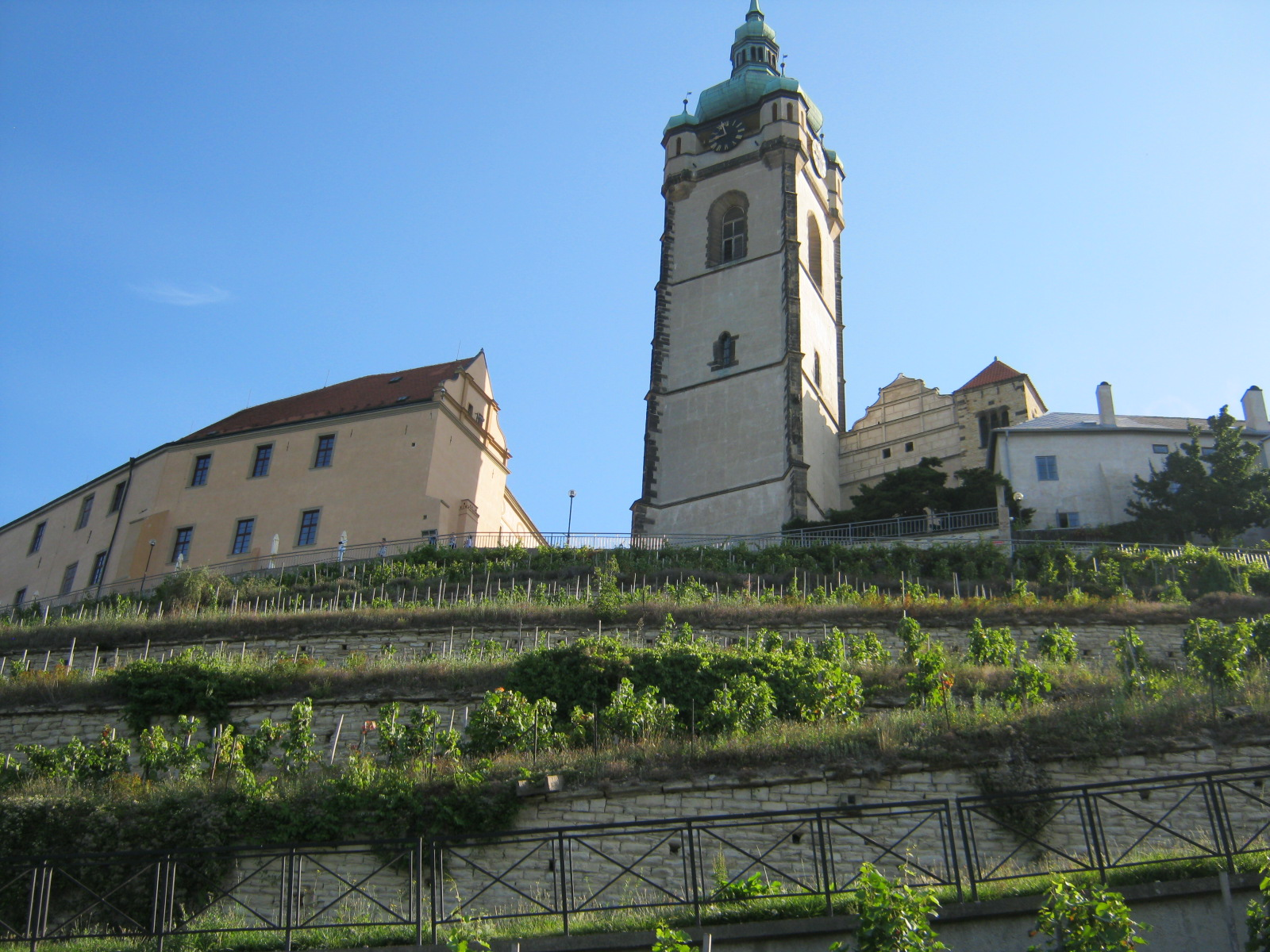
A vár részlete

## Bortermelés
A cseh borok 96%-a Morvaország területéről származik. 875 körül kezdett elterjedni a bortermelés Bohemia területén, amikor a Mělník polgárai elkezdték művelni az első szőlőskerteket a városban. A legenda szerint Svatopluk, Morvaország uralkodója egy hordó bort küldött I. Bořivoj hercegnek első fia, Spytihněv születésekor. A herceg felesége, Szent Ludmilla a bor egy részét Krosyně-nak szentelte (a szüret védőszentjének) és kiadós esőt kért tőle. A kívánsága teljesült, és a termés megmenekült.  Bořivoj és Ludmilla pedig szőlőskerteket telepítettek Mělník körül. Az unokájuk, Szent Vencel később kitanulta a szőlőtőke művelésének és a bor készítésének módját. Ezt honorálva, köszönetképpen a cseh bortermelők Supremus Magister Vinearum címet adományoztak neki és minden évben, szeptember végén borfesztivált tartanak a városban, melynek névadója Szent Vencel lett.

## Ipar
Mělník Csehország egyik legnagyobb folyami kikötővárosa, ahol a hajón szállított konténerek átrakodását végzik.

## Testvérvárosok
- -  Melnik, Bulgária
  -  Oranienburg, Németország, 1974-től.
  -  Przeworsk, Lengyelország
  -  Wetzikon, Svájc